# Adolfo Marsillach
Adolfo Marsillach Sorano (Barcellona, 25 gennaio 1928 – Madrid, 21 gennaio 2002) è stato un attore, regista e scrittore spagnolo.

## Biografia
Nipote dello scrittore Adolfo Marsillach y Costa e figlio del drammaturgo Luis Marsillach, cresce in una famiglia impegnata nel mondo del giornalismo e della cultura. A diciotto anni viene assunto da Ràdio Barcelona, e contemporaneamente si laurea in giurisprudenza. Nel 1947 debutta in teatro come attore al Teatro María Guerrero di Madrid; prosegue la sua attività come attore teatrale e cinematografico, affiancando la scrittura e la regia teatrale.
Le figlie Cristina Marsillach e Blanca Marsillach sono delle attrici.

## Filmografia parziale

### Regia

#### Serie TV
- Fernández, punto y coma (1964)
- Habitación 508 (1966)
- La señora García se confiesa (1976-1977)
- Recuerda cuándo (1987)
- Tren de cercanías (1995)

#### Lungometraggi
- Flor de santidad (1973)
- Yo me bajo en la próxima, ¿y usted? (1987)

### Attore
- Salto a la gloria, regia di León Klimovsky, (1959)
- Il pasto delle belve (Le Repas des fauves), regia di Christian Jaque, (1964)
- Il tulipano nero (La Tulipe noire), regia di Christian Jaque, (1964)
- La regenta, regia di Gonzalo Suárez (1975)
- Sesión continua, regia di José Luis Garci, (1984)
- Delirio 1, regia di Antonio González-Vigil, episodio del film Delirio d'amore (1986)
- Squillace (Esquilache), regia di Josefina Molina e Joaquín Molina, (1989)
- Il lungo inverno (El largo invierno), regia di Jaime Camino, (1992)

## Premi e riconoscimenti
Premio Goya
- 1990 - Migliore attore non protagonista per Squillace
- 1993 - Candidato a migliore sceneggiatura non originale per Io scendo alla prossima, e lei?

Festival Internazionale del Cinema di San Sebastián
- 1959 - Migliore attore per Salto a la gloria

Fotogrammi d'argento
- 1961 - Migliore attore cinematografico per 091 Policía al habla
- 1977 - Migliore attore televisivo per La señora García se confiesa
- 1983 - Candidato a migliore attore televisivo per Ramón y Cajal